# 배트맨: 더 롱 할로윈, 파트 투
《배트맨: 더 롱 할로윈, 파트 투》(Batman: The Long Halloween, Part Two)는 미국에서 제작된 크리스 파머 감독의 2022년 애니메이션, 액션, 범죄, 공포, 미스터리 영화이다. 투모로우버스의 배트맨 시리즈 첫 작품으로 영상화 되었다.

## 출연

### 주연
- 젠슨 애클스 : 배트맨 / 브루스 웨인 역
- 캐티 색호프 : 포이즌 아이비
- 조쉬 더하멜 : 투-페이스 / 하비 덴트 역

### 조연
- 나야 리베라 : 캣우먼 / 셀리나 카일 역
- 트로이 베이커 : 조커 역
- 라일라 베르진스 : 소피아 팔콘 역
- 빌리 버크 : 제임스 고든 역
- 자크 칼리슨 : 어린 브루스 웨인
- 데이비드 다스트말치안 : 캘린더 맨 / 펭귄 역
- 앨리사 디아즈 : 르네 몬토야 역
- 존 디마지오 : 매드 해터 역
- 로빈 앳킨 다운스 : 스케어크로우 / 토머스 역
- 알리스테어 던컨 : 알프레드 페니워스 역
- 게리 르로이 그레이 : 피어스 역
- 에이미 랜데커 : 바바라 고든 / 칼라 비티 역
- 줄리 네이던슨 : 길다 덴트 역
- 짐 피리 : 살 마로니 역
- 잭 퀘이드 : 알베르토 팔콘 역
- 프레드 타타시오르 : 솔로몬 그런디 역
- 티터스 웰리버 : 카마인 팔콘 역
- 릭 D. 웨서먼